# Прометей (оператор связи)
OOO «Прометей» — универсальный оператор связи, оказывающий услуги связи под брендом Prometey. Компания основана в 2004 году и предоставляет телекоммуникационные услуги на территории Санкт-Петербурга и Ленинградской области. «Прометей» владеет собственной волоконно-оптической сетью с радиально-кольцевой топологией протяжённостью более 1200 км. Офис находится в Санкт-Петербурге. Генеральный директор — Венедиктов Роман Эллиевич.

## История
- 2004 г. — основание компании.
- 2005 г. — открыт офис компании в Санкт-Петербурге.
- 2006 г. — начало строительства собственной волоконно-оптической сети.
- 2007 г. — ковровое покрытие сети в Центральном и Адмиралтейском районах Санкт-Петербурга.
- 2008 г. — закончено строительство сети в Петроградском районе Санкт-Петербурга. Появилась собственная номерная ёмкость. Заключение партнёрского соглашения с ЗАО «Центр взаимодействия компьютерных сетей».
- 2009 г. — принята новая доктрина технического развития компании. Произведена замена ядра (Juniper MX240). Выполнены работы по резервированию ядра сети на двух географически удалённых узлах. Реализован ряд крупных социально-значимых проектов для ВУЗов Санкт-Петербурга[2].
- 2010 г. — запуск в коммерческую эксплуатацию собственной мультисервисной 10 Гбит/с сети[3]. Запуск узлов доступа в Стокгольме и во Франкфурте. Закончено строительство линий связи в Василеостровском районе Санкт-Петербурга. Обновлён веб-сайт компании[4]. Открыт департамент домомашних сетей — Prometey home[5]. ООО «Прометей» открывает новое направление деятельности — оказание услуг связи физическим лицам[6].
- 2011 г. — закончено строительство линий связи в Приморском районе. Запущен новый online сервис для корпоративных клиентов[7]. Завершена сделка по покупке оператора связи «Канрит», оказывавшего телекоммуникационные услуги на территории Санкт-Петербурга[8].
- 2012 г. — закончено строительство линий связи в Калининском, Выборгском и Ломоносовском районах Санкт-Петербурга. Осуществлена покупка двух IT-компаний: ООО «ЗероСаппорт» и ООО «Альт-Сервис», на базе которых был сформирован отдел IT-аутсорсинга[9].
- 2013 г. — департамент домашних сетей компании покрывает большую часть районов города Санкт-Петербурга. Компания запускает ряд социально значимых проектов, в рамках городского проекта «Wi-Fi в городской среде». Компания обеспечивает организацию зон бесплатного wi-fi в музеях, театрах и парках Санкт-Петербурга.
- 2014 г. — завершается строительство нового сегмента домашней сети в Ленинградской области, компания начинает осуществлять услуги вещания кабельного телевидения, появляется новая услуга для застройщиков и ЖКХ — доступ к сигналам РАСЦО и УВО.
- 2015 г. — открыто подключение к услуге «Цифровое ТВ». Старт продаж намечен на март 2015 г.
- 2019 г. — слияние с государственной корпорацией Ростелеком. Компания получает возможность предоставлять расширенный комплекс услуг, как для бизнес-сегмента (сервисы «Экраны», «Облачное видеонаблюдение»), так и для частных клиентов (сервисы «Wink», «Умный дом»).

## Предоставляемые услуги
Компания оказывает корпоративным клиентам услуги по предоставлению доступа в Интернет (широкополосный интернет, организация зоны Wi-Fi (hot-spot), а также услуги телефонной связи (цифровая телефония, виртуальная АТС, продажа номеров). Для операторов связи компания предлагает интернет по BGP. В перечень основных услуг оператора связи «Прометей» входит также организация единых закрытых корпоративных сетей (каналы передачи данных) и IT-аутсорсинг. К дополнительным услугам относятся: виртуальный хостинг, Collocation и поддержка сайтов.

## Рейтинги и награды
В 2011 году ООО «Прометей» заняло 26 место в рейтинге «Топ-100 открытых растущий компаний».